# 小行星5843
小行星5843是一颗围绕太阳公转的小行星。1986年10月30日，鈴木憲藏、浦田武在丰田市发现了此天体。
这颗小行星的绝对星等为266.59678等。